# Anne Serre
Pour les articles homonymes, voir Serre (homonymie).
Anne Serre est une romancière française, née le 7 septembre 1960 à Bordeaux. Elle est l’autrice d’une quinzaine d’ouvrages de fiction, qui comprennent des nouvelles, des romans, et des textes plus difficiles à classer. 

## Biographie
Le début de l’adolescence est marqué par la mort de sa mère : « Ça a été un charivari tel que je n’ai plus aucun souvenir de ces dix premières années ». C'est, du même coup, la découverte de la littérature et les premiers écrits de jeunesse. « Et en écrivant mes premières histoires à l’adolescence », explique-t-elle, « j’ai découvert qu’écrire produisait exactement le même plaisir que lire. J’ai peut-être tout simplement voulu vivre dans le plaisir. La littérature est le monde dans lequel je me sens bien ».
Elle s'installe à Paris en 1977, pour des études littéraires.

## Carrière littéraire
À vingt ans, elle publie ses premières nouvelles dans des revues littéraires. « Les revues étaient pour moi un lieu d’apprentissage, et je considérais ces nouvelles comme des exercices, des gammes. On m’a alors incitée à écrire un roman : j’ai choisi de poursuivre une de mes nouvelles qui venait de paraître », raconte-t-elle à Nina Leger.
La nouvelle ainsi poursuivie puis déployée, c'est «Les Gouvernantes » à l’origine de son premier roman, au titre éponyme, publié en 1992 aux éditions Champ Vallon,.
L’accueil fait à ces premiers livres des années 1990 souligne souvent le caractère « inclassable », « déroutant », et pourtant « envoûtant » de son registre. Ses œuvres ont recours à un ton distancié et ironique et jouent avec des structures de récit variées, et avec quelques thèmes récurrents sur les amours perdus, l'amitié, la solitude,...
Ses œuvres durant la décennie suivante, publiées au Mercure de France, telles que Le Cheval blanc d’Uffington en 2002, Le Narrateur en 2004, ou encore Le.Mat en 2005, sont plus autobiographiques,. C’est aussi l’époque où, sortant d’un certain retrait, elle accepte de parler publiquement de son travail lors de débats et autres manifestations littéraires.
Les deux romans qui suivent, Un chapeau léopard en 2008 puis Les Débutants en 2011, sont plus largement accueillis par la critique et les lecteurs. Ils apparaissent dans les dernières sélections du Prix Femina et du Grand prix du roman de l'Académie française. Un chapeau léopard est couronné par le Prix de la Fondation del Duca en 2008, et en 2009, l’auteur reçoit le Prix des Étudiants du Sud à Aix-en-Provence, pour l’ensemble de son œuvre. 
En 2012, Petite table, sois mise !, rencontre auprès de la critique et des lecteurs un accueil très favorable. Figurant dans les sélections des prix Mauvais genre/France Culture, Sade, Wepler, Flore, Femina, traduit en espagnol aux éditions Anagrama, ce court texte « mettant en scène une orgie familiale sur un ton d’allégresse », surprend et bouscule. « Nous ne sommes pas là dans le fait divers, mais bien dans l'espace littéraire du conte où tous les excès sont permis, et même souhaitables, puisque le corps et l'esprit du lecteur s'y trouvent ainsi mis à l'épreuve et ébranlés », écrit Éric Chevillard. Dans son portrait de l'autrice, Anne Diatkine précise : « Comme l’héroïne de son récit, Anne Serre vit dans une maison de fiction où la littérature est la seule réalité possible ».
Pour Jérôme Dupuis, Dialogue d’été publié en 2014 est moins un roman qu'une « conversation espiègle entre la romancière Anne Serre et son double, à propos de création littéraire », sans être pour autant un pensum.
Dans son roman suivant, Voyage avec Vila-Matas, publié trois ans plus tard, elle transforme joyeusement le romancier espagnol en personnage : « Impostures, leurres, masques, usurpations, détournements, tribulations comiques dans le champ littéraire, elle fait jouer pour son compte tous les principes d’écriture de Vila-Matas ».
En 2018, son premier roman (Les gouvernantes), traduit par Mark Hutchinson, paraît aux États-Unis (New Directions), salué par la critique anglo-saxonne (The New York Times, The Paris Review, The TLS, The White Review, The London Review of Books…)
En 2020, Grande tiqueté, écrit dans une langue inventée par l’autrice, reçoit un accueil unanime de la presse. Selon Camille Laurens : « Il y a plusieurs façons de lire Grande tiqueté, et toutes sont réjouissantes (…) Cette langue obscure nous dit des « chozezinconnues » dont la clarté nous éblouit ».
En mai 2020, elle remporte le Prix Goncourt de la nouvelle pour son recueil Au cœur d'un été tout en or.
En 2022, son roman Notre si chère vieille dame auteur, apparaît dans les sélections des Prix Goncourt et Médicis. « Est-ce un conte fantastique, un poème halluciné, une élégie morbide, un tombeau à la gloire de l'écriture et de l'enfance éternelle que cet ouvrage court, dense et électrique, plein de sens et de non-sens, d'inconscient et de silences ? Et de rires aussi. Il perd et libère, rend actif et mélancolique. Une sorte de jardin extraordinaire », écrit Fabienne Pascaud*.
Sous le titre, Le jeu de la vie, Le Matricule des anges du no d’octobre 2022 consacre son dossier à son œuvre. 
En avril 2024, son travail fait l’objet de Journées d’études internationales à l'université de Poitiers, sous la direction d'Alix Tubman-Mary et d'Anne Debrosse (Actes à paraître fin 2025). Elle est interviewée en août 2024 dans The Paris Review
Ses livres sont traduits aux États-Unis, en Angleterre, en Allemagne, en Italie, en Espagne, aux Pays-Bas et en Corée. En 2024 paraît la traduction de son roman Un chapeau léopard par Mark Hutchinson sous le titre A Leopard-Skin Hat. Cette traduction est sélectionnée (longlist puis shortlist) pour le Prix international Booker 2025,.

## Œuvre

### Romans
- Les Gouvernantes, Champ Vallon, 1992 (Réédition en 2021)
- Eva Lone, Champ Vallon, 1993
- Un voyage en ballon, nouvelles, Champ Vallon, 1993
- La Petite Épée du cœur, Le Temps qu'il fait, 1995
- Film, Le Temps qu'il fait, 1998
- Au Secours, Champ Vallon, 1998 (Réédition en 2025)
- Le Cheval blanc d’Uffington, Le Mercure de France, 2002
- Le Narrateur, Le Mercure de France, 2004
- Le.Mat, Verdier, 2005
- Un chapeau léopard, Le Mercure de France, 2008
- Les Débutants, Le Mercure de France, 2011, (folio 5556)
- Petite table, sois mise !, Verdier, 2012
- Dialogue d’été, Le Mercure de France, 2014
- Voyage avec Vila-Matas, Le Mercure de France, 2017
- Grande tiqueté, Champ Vallon, 2020
- Au cœur d’un été tout en or, Le Mercure de France, 2020 (folio 6967)
- Petite table, sois mise ! : et autres contes, Verdier poche, 2022. Réunit : Petite table, sois mise !, Le mat, Le narrateur.
- Notre si chère vieille dame auteur, Le Mercure de France, 2022 (folio 7407)

## Récompenses et distinctions
- 2003 : Prix Charles Oulmont pour Le Cheval blanc d’Uffington (Mercure de France)[20]
- 2008 : Prix de La Fondation Del Duca pour Un chapeau léopard (Mercure de France)[21]
- 2009 : Prix des Étudiants du Sud, à Aix en Provence, pour l’ensemble de son œuvre.[réf. nécessaire]
- 2020 : Prix Goncourt de la nouvelle pour Au cœur d'un été tout en or (Mercure de France)[22]

#### Études
- 1999 : Jean-Pierre Richard, Essais de critique buissonnière, Gallimard, 1999
- 2006 : Annie Oliver, Écritures autobiographiques au féminin, Aracné, 2007
- 2011 : (en) John Taylor, Paths to Contemporary French Literature, vol. 3, Routledge, 2017 (lire en ligne), p. 55-58
- 2022 : Anne Serre, le jeu de la vie, dossier in Le Matricule des anges, no 237, octobre 2022. - p. 16-26.